# Raninidae
Die Raninidae sind eine Familie ursprünglicher Krabben (Brachyura). Anders als bei den meisten anderen Krabben ist das stark verkleinerte Abdomen nicht unter den Cephalothorax geklappt. Die Scherenbeine der Raninidae und die vorderen drei Laufbeinpaare haben sich zu Grabwerkzeugen entwickelt, mit denen sich die Tiere in den Sand eingraben.
Es gibt über 30 rezente Arten, die alle im Sand an tropischen Meeresküsten leben.
Die Raninidae sind fossil seit der Unteren Kreidezeit bekannt. Im Tertiär waren sie sehr häufig.

## Innere Systematik
In der Familie werden 46 rezente und 183 ausgestorbene Arten in 34 Gattungen und sieben Unterfamilien registriert:

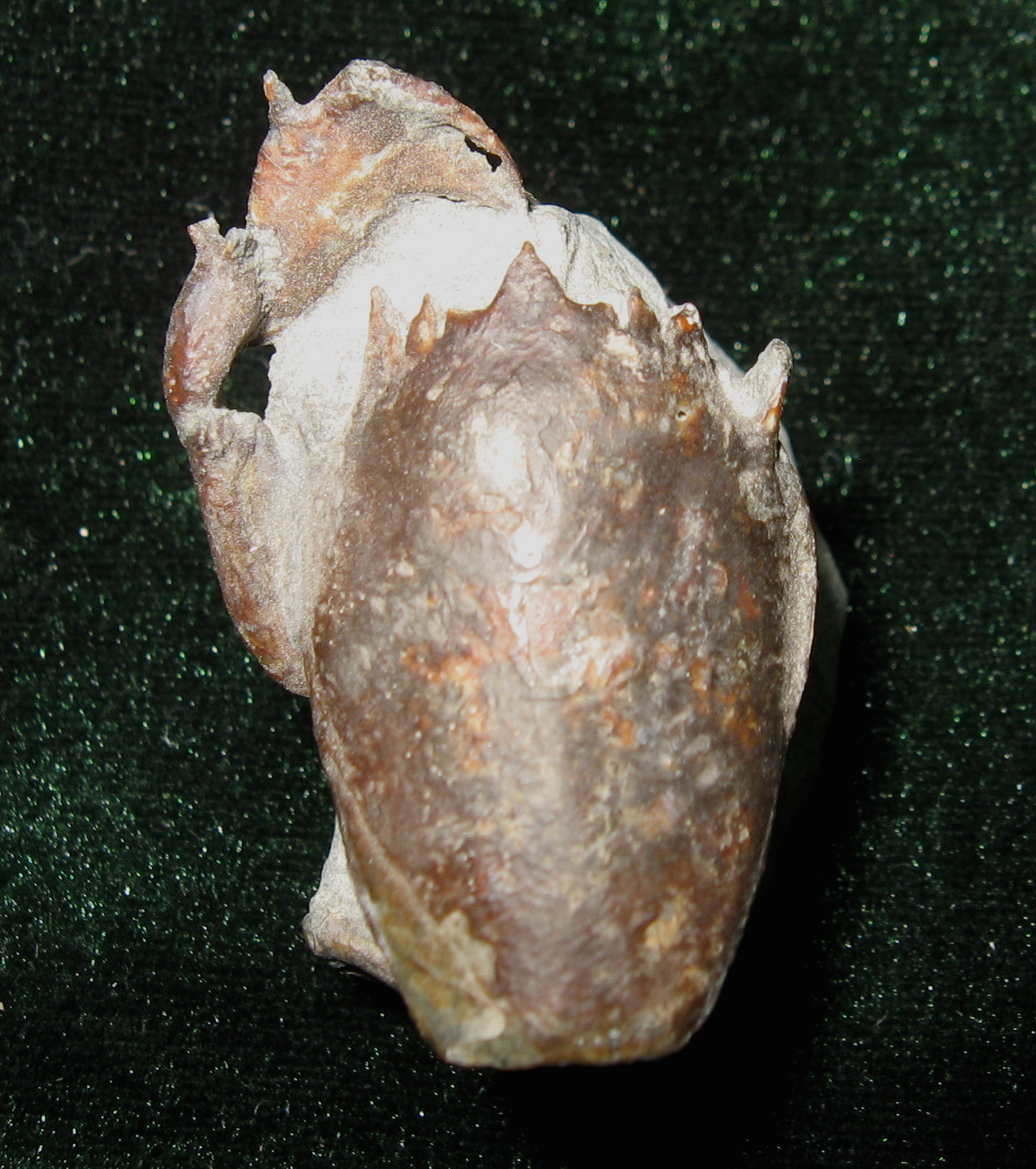
Raninoides spec.

- Unterfamilie Cyrthorhininae
  - Cyrtorhina
- Unterfamilie Lyreidinae
  - †Hemioon
  - †Lyreidina
  - Lyreidus
  - Lysirude
  - †Rogueus
  - †Macroacaena
  - †Tribolocephalus
- Unterfamilie Notopodinae
  - Cosmonotus
  - †Eumorphocorystes
  - †Lianira
  - †Lovarina
  - Notopus
  - †Ranidina
  - †Raniliformis
  - Ranilia
  - Umalia
- Unterfamilie Ranininae
  - †Lophoranina
  - Ranina
  - †Raninella

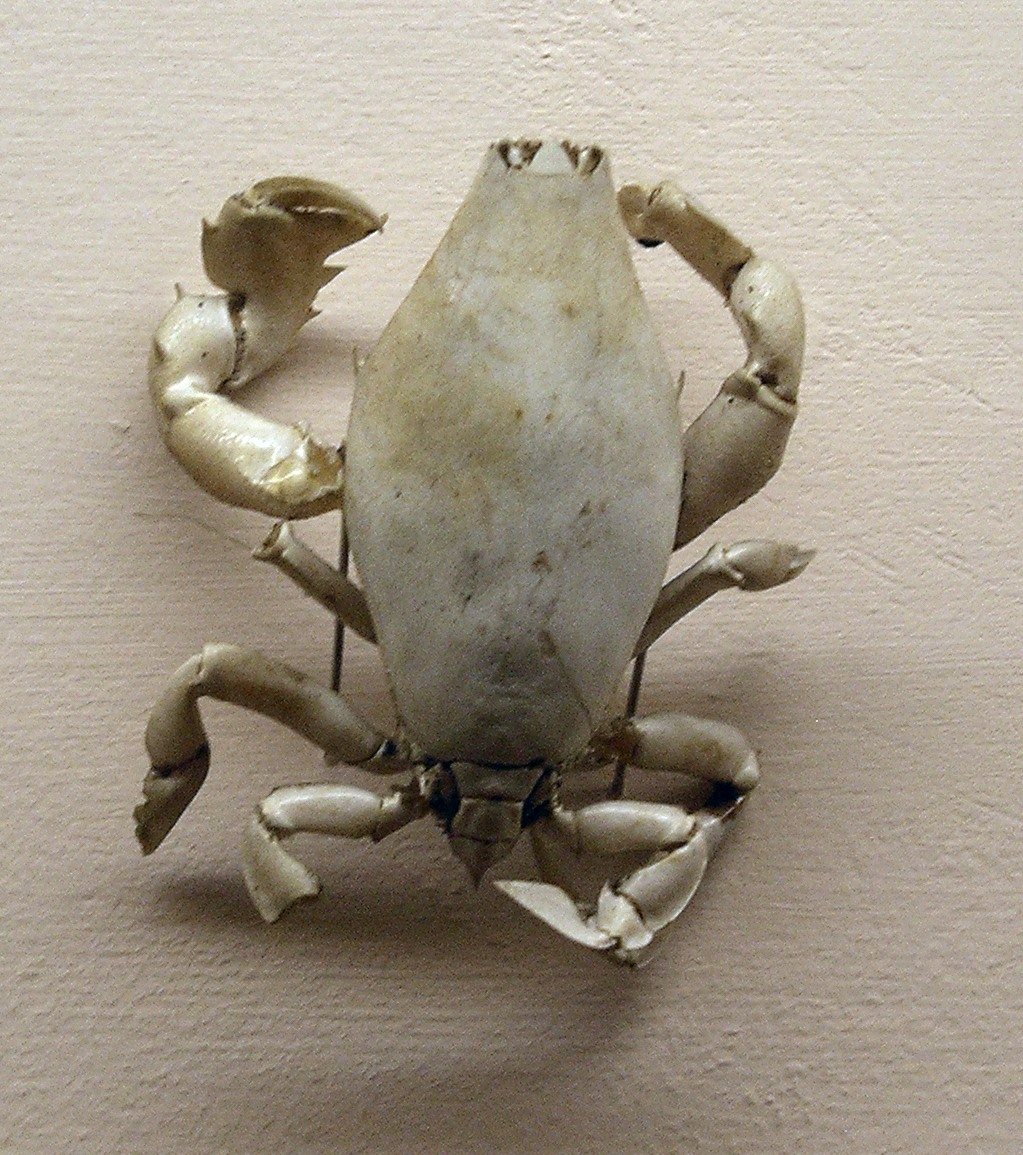
Lyreidus tridentatus

- Unterfamilie RaninoidinaeRaninoides spec.
  - †Bicornisranina
  - †Cenocorystes
  - †Cristafrons
  - Notopoides
  - Notosceles
  - †Quaslaeviranina
  - Raninoides
- Unterfamilie Palaeocorystinae
  - †Cretacoranina
  - †Eucorystes
  - †Heus
  - †Notopocorystes
- Unterfamilie Symethinae
  - Symethis
- incertae sedis
  - †Araripecarcinus
  - †Sabahranina